# Joseph Carlson
Joseph „Joe“ Carlson ist ein US-amerikanischer theoretischer Kern- und Astrophysiker am Los Alamos National Laboratory (LANL).
Carlson studierte am Georgia Institute of Technology mit dem Bachelor-Abschluss 1977 und wurde 1983 an der University of Illinois at Urbana-Champaign (Master-Abschluss 1979) promoviert. Dort arbeitete er mit John Kogut und Vijay Pandharipande. Danach war er 1983 bis 1986 am Courant Institute und ab 1986 als Oppenheimer Fellow am LANL, an dem er 1989 festes Mitglied der Theorie-Abteilung wurde  2005 wurde er Gruppenleiter in theoretischer Kernphysik und 2008 für Kern-, Teilchen- und Astrophysik und Kosmologie.
Er befasst sich mit dem kernphysikalischen Vielteilchenproblem bei leichten Kernen (und Wenigteilchenproblem wie Helium 3, 4, dem Deuteron, Tritium und Alphateilchen) unter Verwendung von Quanten-Monte-Carlo-Verfahren (wie Green’s Function MC) und realistischen Kernkräften, Verletzung von fundamentalen Symmetrien wie Paritätsverletzung in der Kernphysik, dichter Kernmaterie und Neutronenmaterie in Neutronensternen, Suprafluidität und Pairing in der Kernphysik und Festkörperphysik (Supraflüssigkeiten), und Neutrinos in Beschleunigerexperimenten und in der Astrophysik (Supernovae).
2017 erhielt er den Herman Feshbach Prize in Theoretical Nuclear Physics für seine Pionierarbeit bei der Entwicklung von Quanten-Monte-Carlo-Techniken für die Lösung von Schlüsselproblemen in der Theorie der Kernstruktur, Systemen von Atomen bei tiefen Temperaturen und der Theorie sehr dichter Materie mit Anwendung auf Neutronensterne (Laudatio). 2001 erhielt er den LANL Fellows Prize. Er ist Fellow der American Physical Society (2000) und des LANL (2004).

## Schriften (Auswahl)
- mit Pandharipande: A Study of Three Nucleon Interactions in 3 and 4 Body Nuclei, Nucl. Phys.  A, Band 371, 1981, S. 301
- mit Robert B. Wiringa, V. R. Pandharipande: Three Nucleon Interaction in 3-, 4-, and ∞-Body Systems, Nucl. Phys.  A, Band 401, 1983, S. 59.
- mit J. Kogut, V. R. Pandharipande: Quark Model for Baryons Based on Quantum Chromodynamics, Phys. Rev.  D, Band 27, 1983, S.  233.
- mit Kogut, Pandharipande: Hadron Spectroscopy in a Flux Tube Quark Model, Phys. Rev.  D, Band 28, 1983, S. 2807.
- mit Wiringa: Variational MC Techniques in Nuclear Physics, in: Langanke, Maruhn, Koonin (Hrsg.) Computational Nuclear Physics, Bd. 1, Springer 1990
- mit Pudliner, Pandharipande, Pieper, Wiringa: Quantum Monte Carlo calculations of {\displaystyle A\leq 6} nuclei, Phys. Rev. Lett., Band 74, 1995, S. 4396
- mit Shiwei Zhang, J. E. Gubernatis: Pairing Correlations in the Two-Dimensional Hubbard Model, Phys. Rev. Lett., Band  78,  1997, S. 4486
- mit B. S. Pudliner, Pandharipande, Steven C. Pieper, Wiringa: Quantum Monte Carlo calculations of nuclei with {\displaystyle A\leq 7}, Phys. Rev. C, Band 56, 1997, S. 1720
- mit R. Schiavilla: Structure and Dynamics of Few-Nucleon Systems, Reviews of Modern Physics, Band 70, 1998, S. 743
- mit Wiringa, Pieper, Pandharipande: Quantum Monte Carlo calculations of A= 8 nuclei, Phys. Rev. C, Band 62, 2000, S. 014001
- mit H. Kamada, W. Gloeckle, Pieper, Wiringa u. a.: Benchmark test calculation of a four-nucleon bound state, Phys. Rev. C, Band 64, 2001, S. 044001
- mit Pieper, Pandharipande, Wiringa: Realistic models of pion-exchange three-nucleon interactions, Phys. Rev. C, Band 63, 2001, S. 014001
- mit J. Morales, Pandharipande, D. G. Ravenhall: Quantum Monte Carlo Calculations of Neutron Matter, Phys. Rev. C, Band 68, 2003, S. 025802
- mit S.-Y. Chang, V.R. Pandharipande, Kevin E. Schmidt: Superfluid Fermi gases with large scattering length, Phys. Rev. Lett., Band 91, 2003, S. 050401
- mit R. Schiavilla, Wiringa, S. C. Pieper: Tensor Forces and the Ground-State Structure of Nuclei, Phys. Rev. Lett., Band  98, 2007, S. 132501